# Josui Sōen

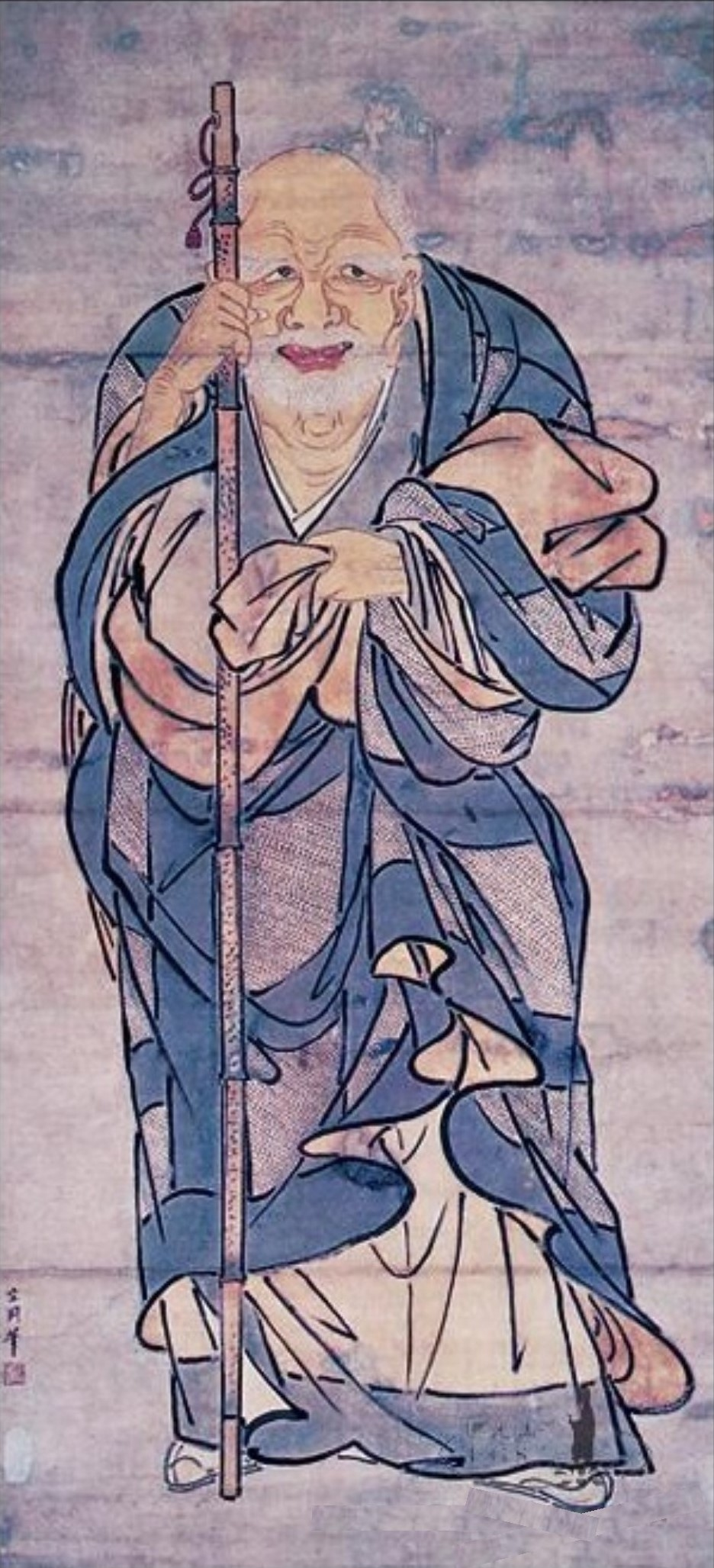
Gemälde von Sōen

Josui Sōen (japanisch 如水宗淵; aktiv von 1495 bis 1499) war ein japanischer Mönchmaler der Muromachi-Zeit.

## Leben und Werk
Josui Sōen, bekannt auch einfach unter Sōen, wurde in der Provinz Sagami geboren. Er brachte es bis zum hohen Rang eines Sutren-Bewahrers (蔵主, Zōsu) des bedeutenden Zen-Tempels Engaku-ji in Kamakura. Dann studierte er unter Sesshū in Yamaguchi Tuschmalerei und kehrte mit dem Gelernten zurück zu seinem Tempel.
Eine ziemlich große Anzahl seiner Gemälde sind auf uns gekommen. Sie zeigen eine Breite des Dargestellten, charakteristisch für einen Sesshū-Schüler, der sich den Anfordernissen eines Zen-Tempels stellte. Unzweifelhaft gründet er sich künstlerisch auf Sesshū in der Art der Konturen und der Maltechnik allgemein. Sōens Stil ist jedoch weicher als der seines Lehrers, unterscheidet sich in der Art, wie er mit der noch feuchten Tusche atmosphärische Effekte schafft.
Im Nationalmuseum Tokio befindet sich ein Tuschgemälde einer Landschaft (破墨山水図, Haboku Sansui-zu) aus dem Jahr 1495, das mit „Sesshū“ signiert ist. Sōen erhielt es von Sesshū, als er nach Kamakura zurückkehrte.

## Bilder

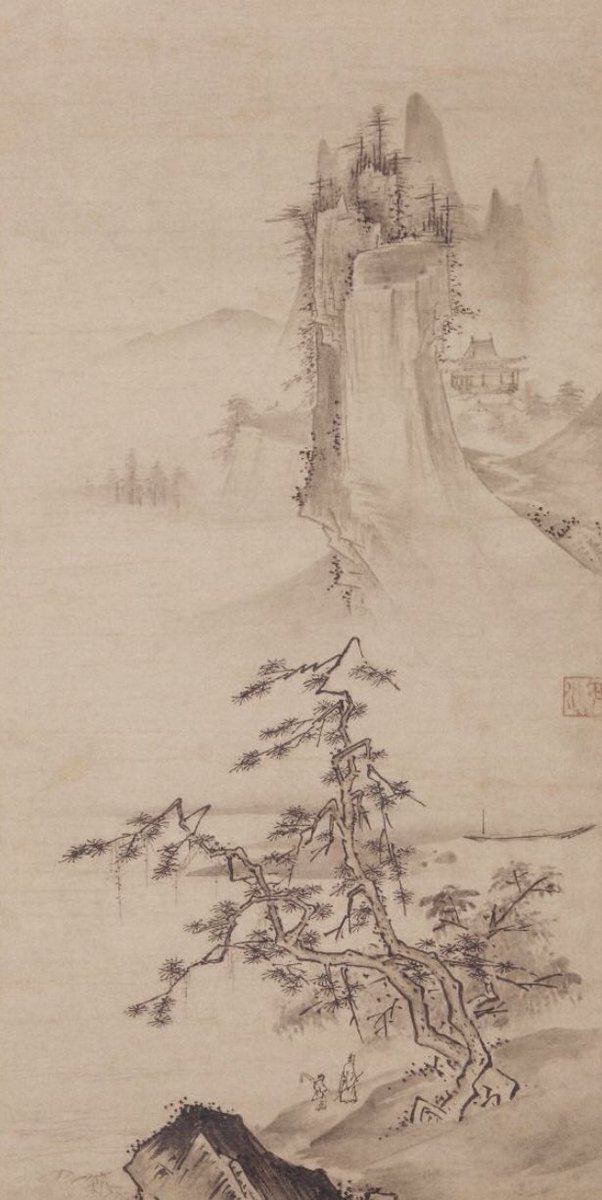
Landschaft
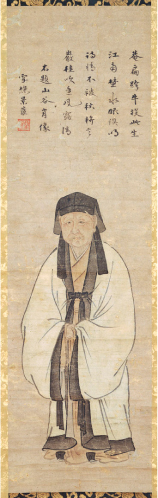
Huang Tingjian[A 2]
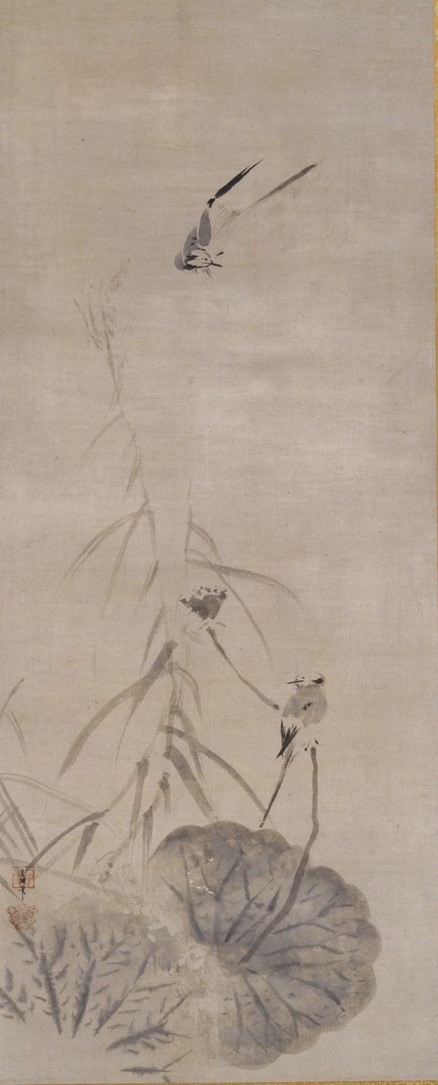
Vögel und Bambus li
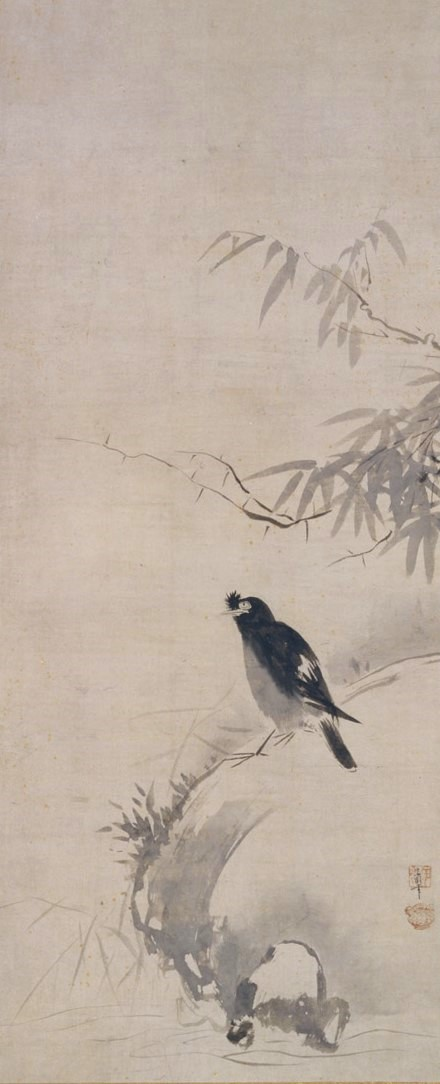
Vögel und Bambus re
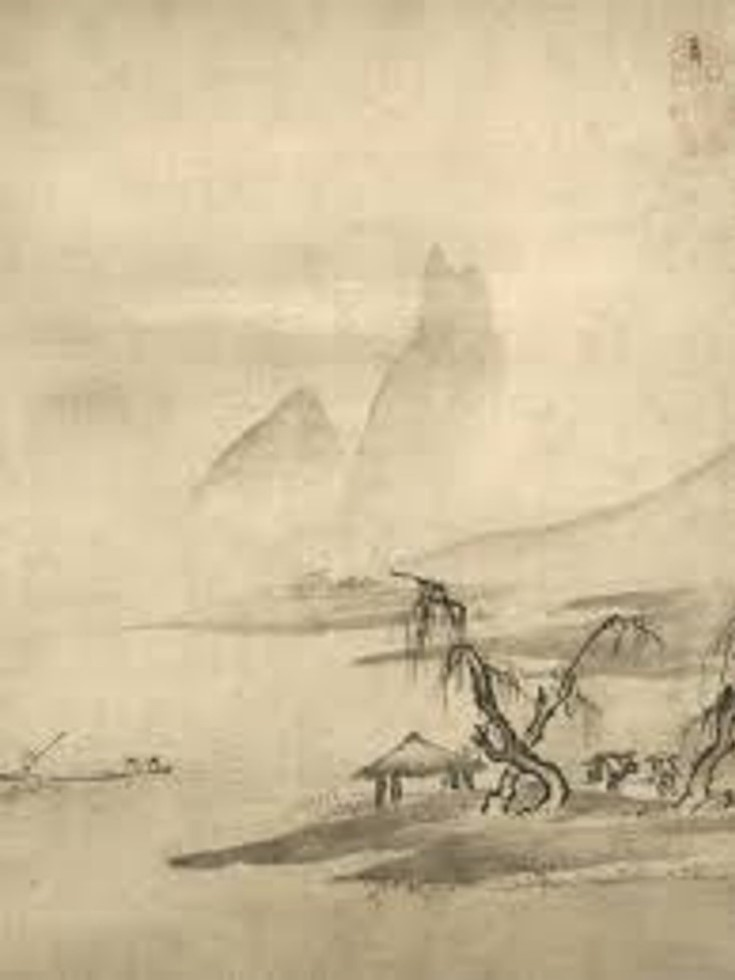
Landschaft